# Gary Sick
Pour les articles homonymes, voir Sick.
Gary G. Sick (né en 1935) est un analyste américain de la politique au Moyen-Orient, spécialisé sur l'Iran. Sick a été membre du Conseil de sécurité nationale sous trois présidents différents, Gerald Ford, Jimmy Carter et Ronald Reagan. Il a écrit trois livres, étant devenu célèbre pour La Surprise d'Octobre, dans lequel il affirme que Téhéran a passé un accord avec Reagan pour retarder la libération des otages américains détenus à Téhéran, afin de favoriser son élection.

## Biographie
Gary Sick a été capitaine dans la Marine américaine. Il a étudié à l'université du Kansas, puis a obtenu un diplôme à l'université George Washington, avant d'obtenir sa thèse en philosophie, spécialisée en sciences politiques, à l'université Columbia, en 1973.
Il travailla ensuite au Conseil de sécurité nationale de la Maison-Blanche. Sick a été le conseiller principal à la Maison Blanche pour les affaires concernant le Golfe Persique, de 1976 à 1981, période durant laquelle la Révolution islamique et la crise des otages eut lieu.
Après avoir quitté ses fonctions gouvernementales, Sick a été vice-directeur des affaires internationales à la Fondation Ford, de 1982 à 1987. Il est depuis 1993 directeur exécutif du Gulf/2000 Project à l'université Columbia, où il enseigne aussi. Il travaille aussi à l'Institut du Moyen Orient du SIPA[Quoi ?]. En outre, il siège au directorat de l'ONG Human Rights Watch.